# Expo-Brücke
Die Expo-Brücke ist eine Fußgängerbrücke, die seit dem 8. August 2000 in Duisburg-Neudorf-Nord im Zuge des Forsthausweges die Bundesautobahn 3 überquert und zum Duisburger Stadtwald führt.
Sie diente ursprünglich als Zugang zu den von Egon Eiermann und Sep Ruf entworfenen deutschen Pavillons auf der Expo 58 in Brüssel. Nach der Ausstellung wurde sie in Duisburg als Zoobrücke über die damals nur vierspurige A3 aufgebaut. Als die A3 auf sechs Spuren verbreitert wurde, wurde sie an ihrem jetzigen Standort am Forsthausweg aufgestellt und entsprechend verlängert.
Die Brücke am Forsthausweg war eine der ersten modernen Schrägseilbrücken. Von ihrem 50 m hohen, gelb gestrichenen, leicht nach außen abgewinkelten Turm sind an beiden Seiten je drei parallele Seile schräg zu einem Tragbalken gespannt, von dem seitlich alle 3,30 m Konsolträger auskragen, auf denen der 3,10 m breite Fußgängersteg aufliegt. Aufgrund dieser Anordnung kann der Steg neben den Seilen verlaufen.
Der Turm besteht aus einem abgerundeten Stahl-Hohlkastenprofil, das in Höhe des Brückensteges am stärksten ist und sich bis zur Spitze verjüngt. Der Tragbalken ist ebenfalls ein stählerner 1,30 m hoher Hohlkasten, dessen Breite von 0,70 m am Pylonturm  bis auf 0,325 m an den beiden Enden abnimmt. Die harfenförmig, aber nicht symmetrisch angeordneten Seile sind am Pylonturm in Abständen von jeweils 7,90 m über dem Brückensteg befestigt. Die Brücke war ursprünglich 57,50 m lang und hatte zwei Öffnungen mit Spannweiten von 32,40 m und 18,27 m und leichten Stützen an den äußeren Enden.
Bei ihrer Verlegung an den jetzigen Standort wurde ein mit Naturstein verkleideter Betonblock als westliches Widerlager gebaut, aus dem eine kurze Betonplatte auskragt. Der Zwischenraum zu dem ursprünglichen Brückensteg wurde wie bei einer Gerberträgerbrücke durch einen Einhängeträger geschlossen. Außerdem wurden die Seile und der Belag des Fußgängersteges erneuert. Um die durch diese Verlängerung entstandene Schwingungsempfindlichkeit der Brücke zu reduzieren, wurde ein dynamischer Schwingungstilger eingebaut.
Die Expo-Brücke wurde am 25. November 1987 unter der Nummer 131 in die Denkmalliste der Stadt Duisburg (Baudenkmäler in Duisburg-Mitte) eingetragen.